# توقيع إعلان استقلال الولايات المتحدة

لوحة زيتية على قماش 12 × 18 قدمًا (3.7 × 5.5 م) للفنان الأمريكي جون ترمبل تصور تقديم مسودة إعلان الاستقلال إلى الكونجرس.

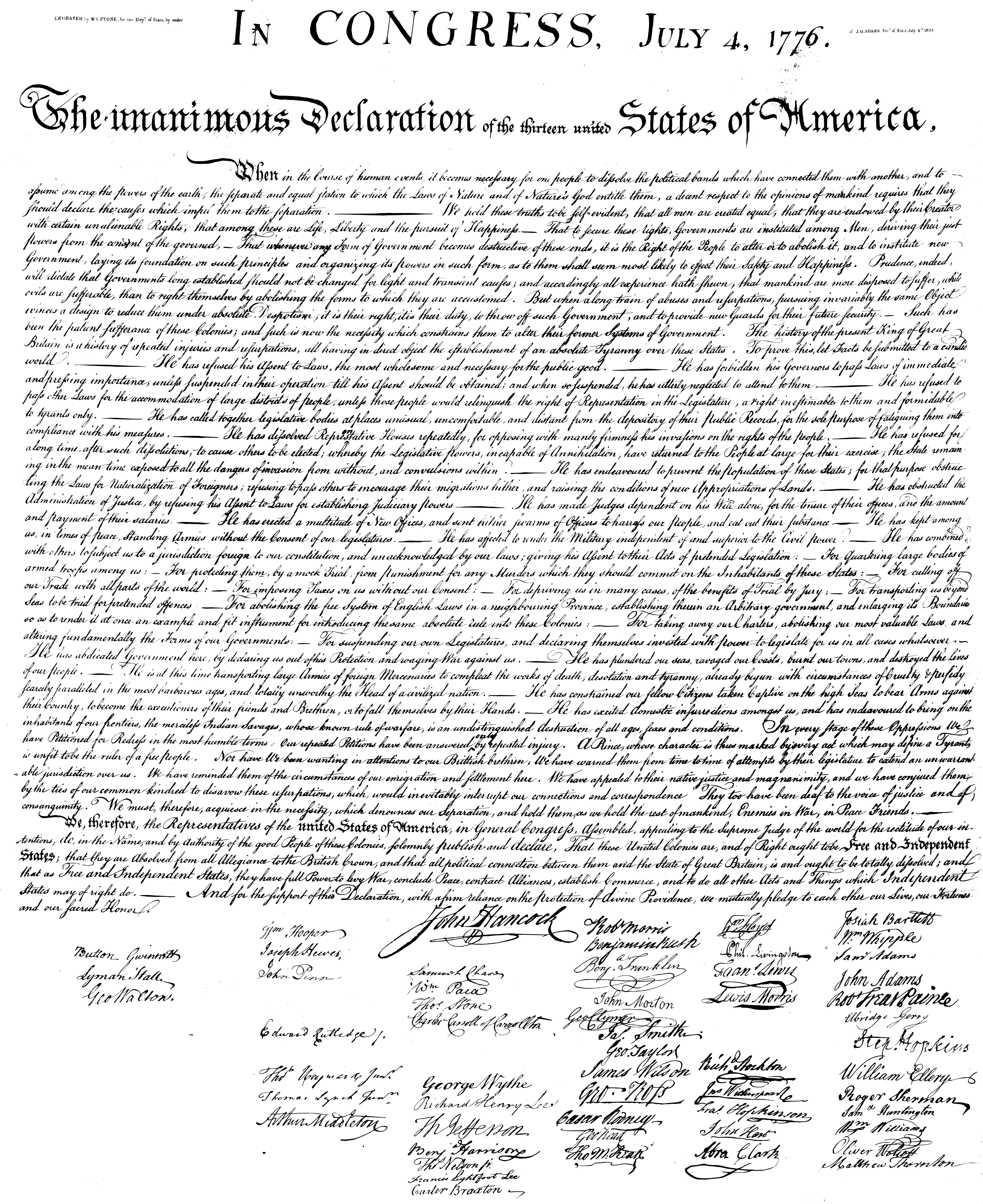
اعلان الاستقلال

وقِع إعلان استقلال الولايات المتحدة بصورة رئيسية في 4 يوليو 1776، في قصر ولاية بنسلفانيا، قاعة الاستقلال في فيلادلفيا، بنسلفانيا. مثّل 56 مندوبًا في الكونغرس القاري الثاني 13 مستعمرة، صوت 12 منها للموافقة على إعلان الاستقلال في 2 يوليو 1776. امتنع وفد نيويورك عن التصويت لأنه لم يتلق تعليمات من مدينة ألباني (عاصمة ولاية نيويورك) للتصويت لصالح الاستقلال. وأعلن الإعلان أن المستعمرات الموقعة هي الآن «دول حرة ومستقلة»، ولم تعد مستعمرات لمملكة بريطانيا العظمى، وبالتالي لم تعد جزءًا من الإمبراطورية البريطانية. جُمعت أسماء الموقعين حسب الولاية، باستثناء جون هانكوك، بصفته رئيسًا للكونغرس القاري، ورُتبت الولايات جغرافيًا من الجنوب إلى الشمال، مع باتن غوينيت من جورجيا أولًا، وماثيو ثورنتون من نيو هامبشر أخيرًا.
وافق الكونغرس القاري على المشروع النهائي للإعلان في 4 يوليو، على الرغم من أن تاريخ التوقيع عليه كان موضع خلاف منذ وقت طويل. خلص معظم المؤرخين إلى أن الإعلان وقِع في 2 أغسطس 1776، بعد نحو شهر من اعتماده، وليس في 4 يوليو كما هو شائع.

## تاريخ التوقيع
اعتمد الكونغرس القاري الثاني إعلان الاستقلال في 4 يوليو 1776، وصوتت 12 مستعمرة من أصل 13 لصالحه وامتنعت نيويورك عن التصويت. لطالما كان تاريخ التوقيع على الإعلان موضوع نقاش. وقع الكونغرس الإعلان في اليوم الذي اعتمِد فيه في 4 يوليو 1776، بحسب ما كتب كل من توماس جفرسون، وبنجامين فرانكلين، وجون آدامز. ويبدو أن هذا الإثبات تؤكده النسخة الموقعة من الإعلان، المؤرخة 4 يوليو. وتقدم مجلات الكونغرس، وهي السجل العام الرسمي للكونغرس القاري، دعمًا إضافيًا لتاريخ 4 يوليو. نُشرت إجراءات 1776 لأول مرة في عام 1777، وجاء في الوثيقة الصادرة في 4 يوليو أن الإعلان كان قد نُسخ ووقِع في ذلك التاريخ (وكانت النسخة الرسمية مكتوبة بخط اليد).
في عام 1796 اعترض الموقِع توماس ماكين على تاريخ توقيع الإعلان في 4 يوليو، مشيرًا إلى أن بعض الموقعين لم يكونوا حاضرين، بما في ذلك العديد ممن لم ينتخبهم الكونغرس حتى بعد ذلك التاريخ. وكتب «لم يوقع عليها أي شخص في ذلك اليوم ولا لعدة أيام بعد ذلك». حظي ادعائه بالدعم عندما نُشرت المجلات السرية للكونغرس في عام 1821. احتوت المجلات السرية على مدخلين حول الإعلان لم ينشرا من قبل.

في 15 يوليو حصل مندوبو نيويورك على إذن من معاهدتهم للموافقة على الإعلان. ينص مدخل المجلات السرية على ما يلي:
تقرر أن يكون الإعلان الذي مُرر في الرابع منسوخًا على الورق بوضوح مع العنوان والاسم «الإعلان بالإجماع للولايات المتحدة الأمريكية الثلاثة عشر» وأن يوقع عليه وهو بهذا الشكل كل عضو في الكونغرس.
نصّ المدخل في 2 أغسطس على ما يلي:
وقع الأعضاء على إعلان الاستقلال المنسوخ وقارنوه على الطاولة.
عام 1884 جادل المؤرخ ميلين تشامبرلين بأن هذان المدخلان تشير إلى أن النسخة الشهيرة الموقعة من الإعلان قد أنشئت بعد قرار 19 يوليو، ولم يوقعها الكونغرس حتى 2 أغسطس. أكدت الأبحاث اللاحقة أن العديد من الموقعين لم يكونوا حاضرين في الكونغرس في 4 يوليو، وأن بعض المندوبين ربما أضافوا توقيعاتهم حتى بعد 2 أغسطس. لم يتراجع جفرسون ولا آدامز قط عن اعتقادهما بأن مراسم التوقيع جرت في 4 يوليو، ولكن أغلب المؤرخين قبلوا الحجة التي عبر عنها ديفيد ماكولوغ في سيرته الذاتية لجون آدامز: «لم يحدث مثل هذا المشهد، مع حضور جميع المندوبين، في فيلادلفيا على الإطلاق».
خلص المؤرخ القانوني ويلفريد ريتز في عام 1986 إلى أن نحو 34 مندوبًا وقعوا على الإعلان في 4 يوليو، وأن الآخرين وقعوا في 2 أغسطس أو بعده. جادل ريتز بأن نسخة الإعلان المنشورة قد وقعت من قبل الكونغرس في 4 يوليو، كما ذكر جفرسون، آدمز، وفرانكلين، وأنه من غير المعقول أن يكون الرجال الثلاثة مخطئين. وهو يعتقد أن شهادة ماكين كانت موضع شك، وأن المؤرخين أساؤوا تفسير قرار 19 يوليو. وفقًا لريتز، لم يدعُ هذا القرار إلى إنشاء وثيقة جديدة، بل إلى إعطاء الوثيقة الحالية عنوانًا جديدًا، وهو أمر كان ضروريًا بعد أن انضمت نيويورك إلى الولايات الاثنتي عشرة الأخرى في إعلان الاستقلال. وفسر عبارة «وقعها كل عضو في الكونغرس» في قرار 19 يوليو بأن المندوبين الذين لم يوقعوا على الإعلان في الرابع من يوليو ملزمون الآن بالقيام بذلك.

## قائمة الموقعين
وقع ستة وخمسون مندوبا في النهاية على إعلان الاستقلال:
| رئيس الكونغرس القاري 1. جون هانكوك (خليج ماساشوستس) مقاطعة نيو هامبشاير ‏ 2. جوزايا بارتليت 3. وليام ويبل 4. ماثيو ثورنتون خليج ماساشوستس 5. صامويل آدمز 6. جون آدامز 7. روبرت باين 8. إلبردج جيري مستعمرة رود آيلاند ومزارع بروفيدنس 9. ستيفن هوبكينز 10. وليام إيليري مستعمرة كونيتيكت ‏ 11. روجر شيرمان 12. صامويل هنتنجتون 13. ويليام ويليامز 14. أوليفر وولكوت مقاطعة نيويورك 15. وليام فلويد 16. فيليب ليفينغستون 17. فرنسيس لويس 18. توماس لينش جونيور | مقاطعة نيو جيرسي ‏ 19. ريتشارد ستوكتون 20. جون ويذرسبون 21. فرانسيس هوبكنسون 22. جون هارت 23. أبراهام كلارك مقاطعة بنسلفانيا ‏ 24. روبرت موريس 25. بنجامين راش 26. بنجامين فرانكلين 27. جون مورتون 28. جورج كلايمر 29. جيمس سميث 30. جورج تيلر 31. جيمس ويلسون 32. جورج روس مستعمرة ديلاوير ‏ 33. سيزر رودني 34. جورج ريد 35. توماس ماكين ميريلاند 36. صامويل تشايس 37. وليام باكا 38. توماس ستون 39. تشارلز كارول | مستعمرة فرجينيا 40. جورج وايث 41. ريتشارد هنري لي 42. توماس جفرسون 43. بنجامين هاريسون الخامس 44. توماس لينسون جونيور 45. فرانسيس لايتفوت لي 46. كارتر براكستون مقاطعة كارولينا الشمالية ‏ 47. وليام هوبر 48. جوزيف هيوز 49. جون بين كارولاينا الجنوبية 50. إدوارد راتليدج 51. توماس هيوارد جونيور 52. توماس لينش جونيور 53. آرثر ميدلتون مقاطعة جورجيا ‏ 54. باتن غوينيت 55. لايمان هول 56. جورج والتون |